# ブルクハルト・クリストフ・フォン・ミュンニヒ

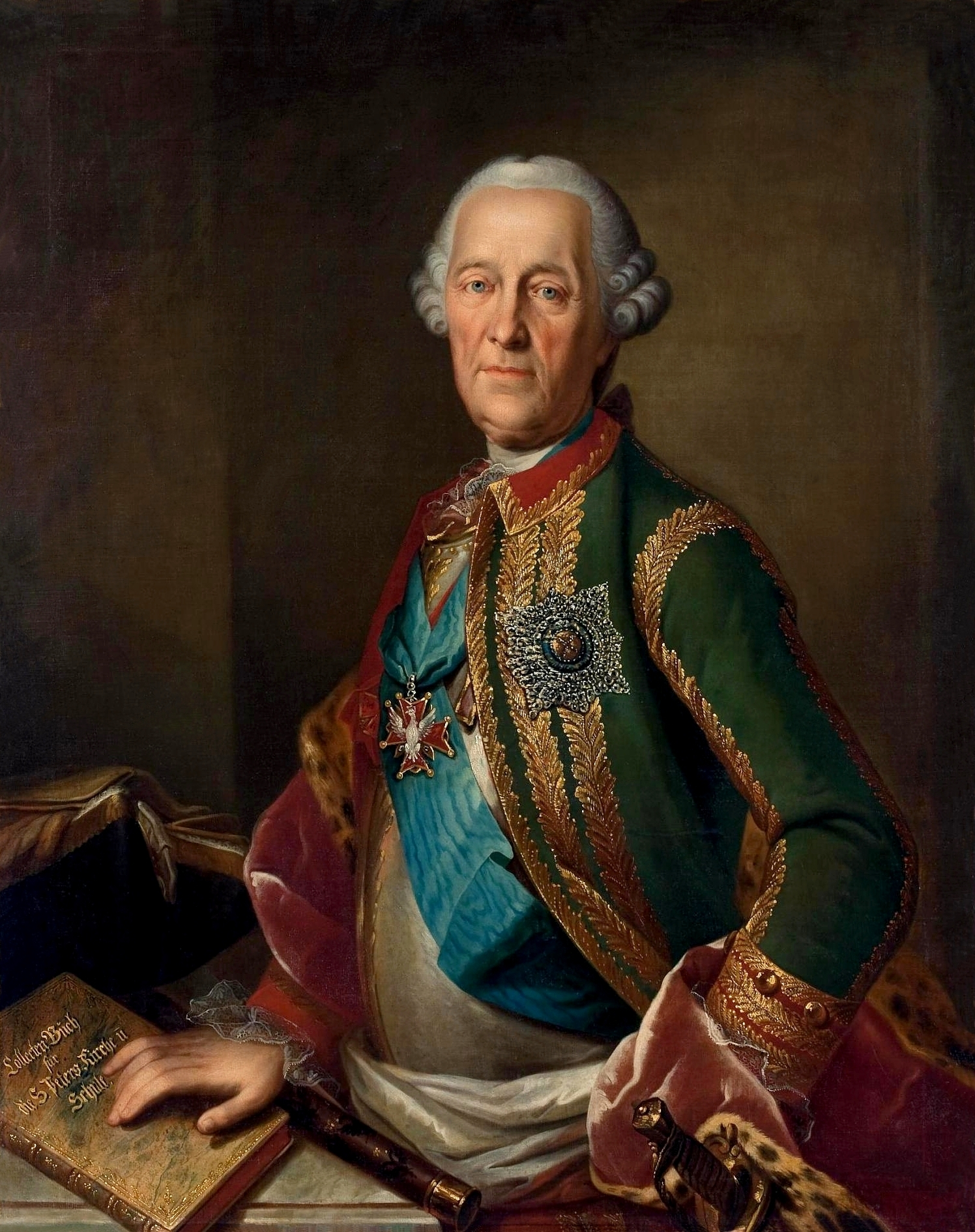
ミュンニヒ元帥

ブルクハルト・クリストフ・グラーフ・フォン・ミュンニヒ（ドイツ語: Burkhard Christoph Graf von Münnich、1683年5月9日 - 1767年10月16日）またはフリストフォール・アントーノヴィチ・ミニフ伯爵（ロシア語: Христофо́р Анто́нович Миних）は、ドイツ出身のロシア帝国の元帥、政治家。神聖ローマ帝国伯爵。彼は有能な職業軍人であり、その麾下からはエルンスト・フォン・ラウドンやフランツ・フォン・ラシーといった高名な将軍たちが出た。文化面では、ミュンニヒはロシアにおけるフィルヘレニズム（ギリシア愛好趣味）の創始者として知られている。

## 生涯
ミュンニヒはオルデンブルク公国のノイエンフントルフで生れ、若くしてフランス王国軍に出仕した。彼はさらにヘッセン＝ダルムシュタット、ザクセンと所属する軍隊を変えながら順調に出世し、ロシア皇帝ピョートル1世の軍隊に総司令官（ロシア軍の序列では第2位）として迎えられ、同時に伯爵の称号をも与えられた。彼の総司令官としての最初の任務は多大な犠牲を払って行われたラドガ運河建設の監督であり、この仕事は運河が完成するまで10年以上もの間続いた。
1732年、ミュンニヒはロシア軍の最高等級である元帥に昇進、また軍事会議の議長をも兼任した。この職にある間、彼はロシア軍の再編にその能力を発揮し、未来の司令官たちを輩出するための陸軍士官学校を創設した。1734年、ミュンニヒは長く続いたダンツィヒ攻囲戦の後にダンツィヒを占領することに成功し、また1736年に始まったトルコ戦役でもその武名を大いに高めた。トルコ戦役でのミュンニヒはクリミア半島を出発点として黒海沿岸を駆け回り、1737年には包囲戦に成功してオチャキウを占領、1739年にはスタヴチャヌィの戦いに勝利してホティンを占領し、モルダヴィアでも勇名を轟かせた。元帥ミュンニヒは国政においても積極的な役割を果たし始めたが、国政の実権を握ろうとする彼の前にはクールラント公エルンスト・ヨハン・フォン・ビロンが立ちはだかっていた。
ミュンニヒは1740年に陰謀によってビロンを失脚させると、摂政アンナ・レオポルドヴナの宰相として国政を動かそうとしたが、アンナとそりが合わず辞職に追い込まれた。ミュンニヒの政治生命は1741年のエリザヴェータ・ペトロヴナによる宮廷革命によって突然に終わりを告げた。彼は国境周辺まで逃げたところで捕えられ、死刑を宣告された。死刑執行の間際、断頭台から引きずりおろされたミュンニヒはシベリアのペリムに追放される刑への減刑を言い渡された。ミュンニヒは長く追放者の身の上だったが、1762年にピョートル3世が即位すると同時に罪を許された。まもなくピョートル3世に取って代わったエカチェリーナ2世は、年老いた元帥をバルト海沿岸地域の行政長官に任命した。
ミュンニヒは1767年にドルパトで死去し、自分の所領の近辺に埋葬された。ミュンニヒの墓所はソビエト政権時代に痛めつけられている。神秘主義者として皇帝アレクサンドル1世に大きな影響力をふるったバルバラ・フォン・クリューデナー男爵夫人（クリュデネル夫人）は、ミュンニヒの曾孫にあたる女性である。ロシア帝国の第37竜騎兵連隊は、ミュンニヒの名前を冠していた。